# Kerkhof van Anvaing
Het Kerkhof van Anvaing is een gemeentelijke begraafplaats in het Belgische dorp Anvaing, een deelgemeente van Frasnes-lez-Anvaing en ligt in het dorpscentrum rond de Sint-Amanduskerk.
Voor de kerk staat een monument dat de gesneuvelde dorpelingen van beide wereldoorlogen herdenkt.  

## Britse militaire graven
Op het kerkhof liggen de graven van 2 gesneuvelden uit de Eerste Wereldoorlog. Het ene graf is van de Britse luitenant Alexander Edward Moir, piloot bij de Royal Air Force en drager van de Military Medal (MM). Hij sneuvelde op 26 oktober 1918. Het andere graf is van de Australische luitenant Arthur John Palliser, piloot bij het Australian Flying Corps. Hij sneuvelde op 5 november 1918. De graven worden onderhouden door de Commonwealth War Graves Commission en zijn daar geregistreerd als Anvaing Churchyard.